# 卓娅·阿赫塔尔

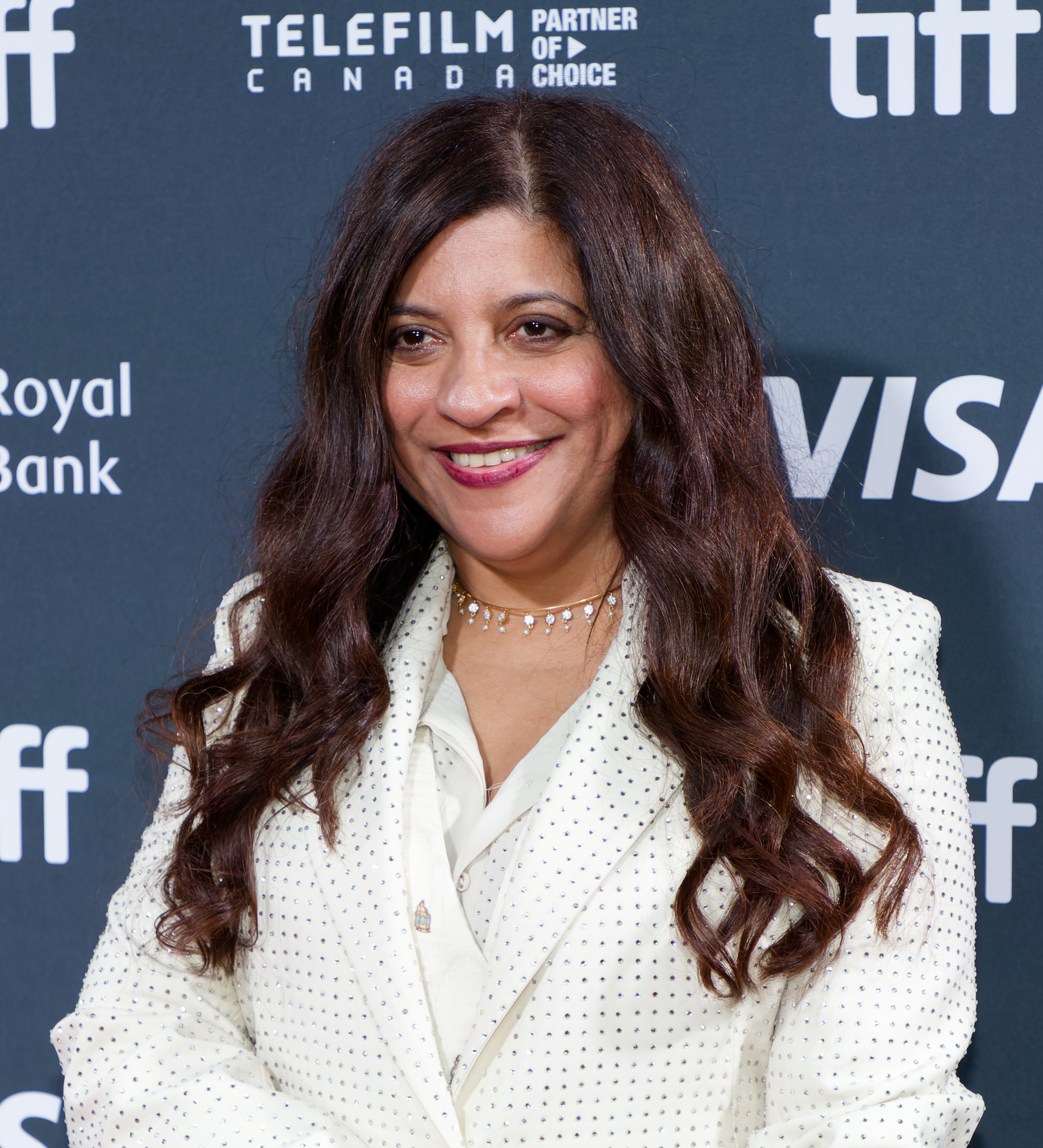
卓娅·阿赫塔尔

卓娅·阿赫塔尔（1972年10月14日—）是一位印度印地语电影和电视剧导演、制片人及编剧。她是人生不再重来的導演，並憑藉該電影獲得印度电影观众奖最佳导演奖。她的弟弟是法罕·阿克塔爾。